# Mikkel Duelund
Mikkel Duelund (Aarhus, 29 juni 1997) is een Deens voetballer die bij voorkeur als offensieve middenvelder speelt. Hij stroomde in 2014 door vanuit de jeugd van FC Midtjylland. In 2018 ging hij naar Dynamo Kiev dat hem sinds medio 2021 verhuurt aan N.E.C.. 

## Clubcarrière

### FC Midtjylland
Duelund werd geboren in Aarhus en is afkomstig uit de jeugd van FC Midtjylland. Op 21 maart 2015 debuteerde hij in de Superligaen tegen Hobro IK. Zijn eerste basisplaats volgde een maand later tegen Silkeborg IF. Op 21 juli 2015 volgde zijn Europese debuut in de voorronde van de UEFA Champions League tegen Lincoln Red Imps. Drie dagen later maakte hij zijn eerste competitietreffer tegen SønderjyskE. Zowel in het seizoen 2014/15 als 2017/18 werd hij met de Deense club landskampioen. Uiteindelijk kwam hij tot 120 wedstrijden voor Midtjylland, waarin hij 26 keer scoorde en vijftien assists gaf.

### Dynamo Kiev
In de winter van 2019 maakte Duelund de overstap van Midtjylland naar Dynamo Kiev. Daar tekende hij een contract tot de zomer van 2023. Toch kwam hij daar slechts sporadisch aan spelen toe. Binnen twee maanden na zijn overstap brak hij zijn enkel. Daardoor kwam hij ruim anderhalf jaar amper aan spelen toe. Nadat hij in februari 2020 hersteld was, kwam hij slechts tot invalbeurten.

### N.E.C.
Op 22 juni maakte N.E.C. bekend dat het Duelund voor een seizoen huurt van Dynamo Kiev met een optie tot koop. Hij maakte op 14 augustus zijn debuut in het met 5-0 verloren openingsduel tegen Ajax. Op 28 februari 2022 scoorde hij tegen Vitesse zijn eerste competitiedoelpunt van het seizoen. Ook in het seizoen 2022/23 speelt hij op huurbasis in Nijmegen. Hij begon uitstekend uit het seizoen met één goal en twee assists in de tweede speelronde tegen FC Volendam (4-1 overwinning). Hij speelde in het begin van het seizoen als linksbuiten, maar belandde halverwege op de bank. Daardoor wilde hij in de winterstop vertrekken bij N.E.C. Hij speelde in januari nog drie wedstrijden als aanvallende middenvelder door een schorsing van Oussama Tannane, maar op 29 januari maakte N.E.C. dat ze het contract met Duelund hadden ontbonden, zodat Duelund de ruimte kreeg om een transfer naar zijn jeugdclub Aarhus GF af te ronden. Hij kwam in anderhalf jaar bij N.E.C. tot 42 wedstrijden. Hierin kwam hij tot vier doelpunten en vijf assists.

### Aarhus GF
In de winter van 2023 keerde Duelund terug bij de club uit zijn geboortestad, waar hij in de jeugd speelde. 

## Statistieken
| Seizoen         | Club            | Competitie      | Competitie | Competitie | Beker | Beker | Europees | Europees | Overig | Overig | Totaal | Totaal |
| Seizoen         | Club            | Competitie      | Wed.       | Dlp.       | Wed.  | Dlp.  | Wed.     | Dlp.     | Wed.   | Dlp.   | Wed.   | Dlp.   |
| --------------- | --------------- | --------------- | ---------- | ---------- | ----- | ----- | -------- | -------- | ------ | ------ | ------ | ------ |
| 2014/15         | FC Midtjylland  | Superligaen     | 7          | 0          | 2     | 0     | 0        | 0        | 0      | 0      | 9      | 0      |
| 2015/16         | FC Midtjylland  | Superligaen     | 22         | 5          | 1     | 1     | 2        | 1        | 0      | 0      | 25     | 7      |
| 2016/17         | FC Midtjylland  | Superligaen     | 23         | 5          | 4     | 2     | 7        | 0        | 10     | 3      | 44     | 10     |
| 2017/18         | FC Midtjylland  | Superligaen     | 19         | 7          | 4     | 1     | 3        | 0        | 9      | 1      | 35     | 9      |
| 2018/19         | FC Midtjylland  | Superligaen     | 5          | 0          | 0     | 0     | 2        | 0        | 0      | 0      | 7      | 0      |
| 2018/19         | Dynamo Kiev     | Premjer Liha    | 6          | 1          | 1     | 0     | 3        | 0        | 3      | 0      | 13     | 1      |
| 2019/20         | Dynamo Kiev     | Premjer Liha    | 4          | 0          | 1     | 2     | 0        | 0        | 4      | 0      | 9      | 2      |
| 2020/21         | Dynamo Kiev     | Premjer Liha    | 4          | 0          | 0     | 0     | 0        | 0        | 0      | 0      | 4      | 0      |
| 2021/22         | → N.E.C.        | Eredivisie      | 22         | 2          | 3     | 1     | 0        | 0        | 0      | 0      | 25     | 3      |
| 2022/23         | → N.E.C.        | Eredivisie      | 15         | 1          | 2     | 0     | 0        | 0        | 0      | 0      | 17     | 1      |
| 2022/23         | → Aarhus GF     | Superligaen     | 12         | 1          | 0     | 0     | 0        | 0        | 0      | 0      | 12     | 1      |
| 2023/24         | → Aarhus GF     | Superligaen     | 11         | 1          | 0     | 0     | 1        | 0        | 0      | 0      | 12     | 1      |
| Carrière totaal | Carrière totaal | Carrière totaal | 150        | 23         | 18    | 7     | 18       | 1        | 26     | 4      | 212    | 35     |

## Interlandcarrière
Duelund kwam reeds uit voor diverse Deense nationale jeugdelftallen; van onder 16 tot onder 21. In 2018 speelde Duelund in twee officieuze wedstrijden voor het Deens voetbalelftal.

## Erelijst
FC Midtjylland
Superligaen: 2014/15, 2017/18
 Dynamo Kiev
Premjer Liha: 2020/21
Oekraïense voetbalbeker: 2019/20, 2020/21
Oekraïense supercup: 2019, 2020
Individueel
Deens talent van het jaar onder 19: 2015
Beste tiener in de Superligaen: 2016/17